# Улица Орджоникидзе (Тюмень)
Улица Орджоникидзе (до 1937 года носила название Ишимская, после была переименована в Орджоникидзе) — улица города Тюмени. Нумерация домов ведётся от улицы 25 лет Октября.

## Происхождение названия

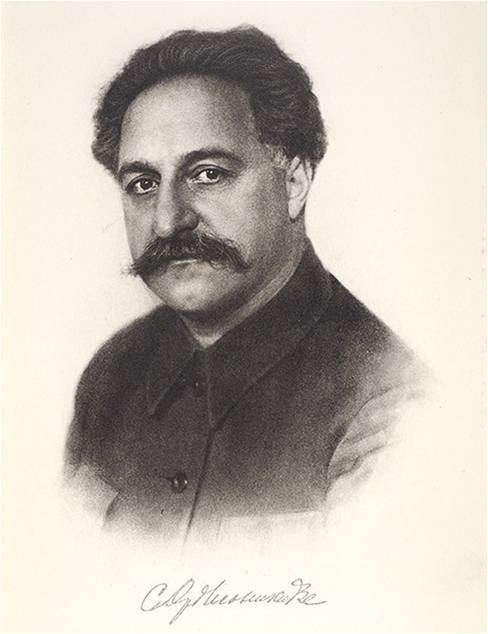
Георгий Константинович Орджоникидзе

Улица Орджоникидзе была создана конце XVII века. По итогу названа в честь Георгия Константиновича Орджоникидзе. В Тюмени он был в октябре 1936 г., когда проходило первое Урало-Сибирское совещание стахановцев наркомата тяжёлого машиностроения.

## История

### Начало застройки
В конце XVII века неподалёку от речных причалов начала формироваться и застраиваться улица. Изначально улица носило другое название, но потом была переименована. Чаще всего улицы называли в честь какого-либо города. В XIX веке её назвали улицей Ишимской. Носила она это имя до 1937 года, когда её переименовали в улицу Орджоникидзе.
25 января 1955 г. решением Тюменского горисполкома площадь Орджоникидзе и ул. Московская были объявлены одной улицей Орджоникидзе. Данная улица хорошо видна на всех планах Тюмени. На генплане 1766 г. выглядит «односторонкой», застроена только с северо-западной стороны на расстоянии трёх кварталов от реки, примерно до нынешней ул. Комсомольской (прежде Тобольской). В этом месте её перерезал ров, вырытый «вокруг города по ограничению», как написано в пояснительной записке к плану Тюмени. На генплане 1808 г. этот участок города аналогичен плану 1766 года: без изменений. На плане Тюмени 1900 г. ул. Ишимскую уже застроили с обеих сторон и проложили до ул. Хохрякова (бывшая ул. Успенская), где она выходила на крайний южный угол тюменской Торговой площади и к Сибирскому тракту. Это уже была оживлённая улица, связывающая сухопутный тракт с Турой — одной из «улиц» длинного сибирского речного пути.
В 1937 году площадь перед стадионом назвали площадью Орджоникидзе. В начале 1950-х гг. на базарной площади начал создаваться новый административный центр Тюмени. Построили обком партии, а по периметру площади — жилые дома для новых областных чиновников. 25 января 1955 г. решением Тюменского горисполкома бывшая ул. Ишимская, переименованная в ул. Орджоникидзе ещё в 1937 году, площадь Орджоникидзе и ул. Московская были объявлены одной улицей Орджоникидзе.

## Памятники архитектуры

### По чётной стороне улицы расположены…

#### Самый старый дом Тюмени
По Орджоникидзе погрузился до половины окон в землю самый старый дом Тюмени — он срублен из местной сосны ещё во второй половине XVIII в., ему более 200 лет. На данный момент этот дом огорожен забором.

#### Дом Ушакова
Деревянный дом, принадлежавший тюменскому купцу Фёдору Ивановичу Ушакову был построен в последней трети XIX в. В дальнейшем его собственниками стали виноторговцы братья Злокозовы, а перед революционными событиями 1917 г. его приобрёл купец Михаил Калистратович Петухов, который производил и продавал фруктовые и минеральные воды. В советские времена дом занимал Осоавиахим (ДОСААФ), в дальнейшем — проектная контора Агропромстроя. Ныне дом служит административным зданием. По решению Тюменского областного исполкома № 3 от 08.01.1990 г. был признан памятником архитектуры.

#### Водонапорная башня

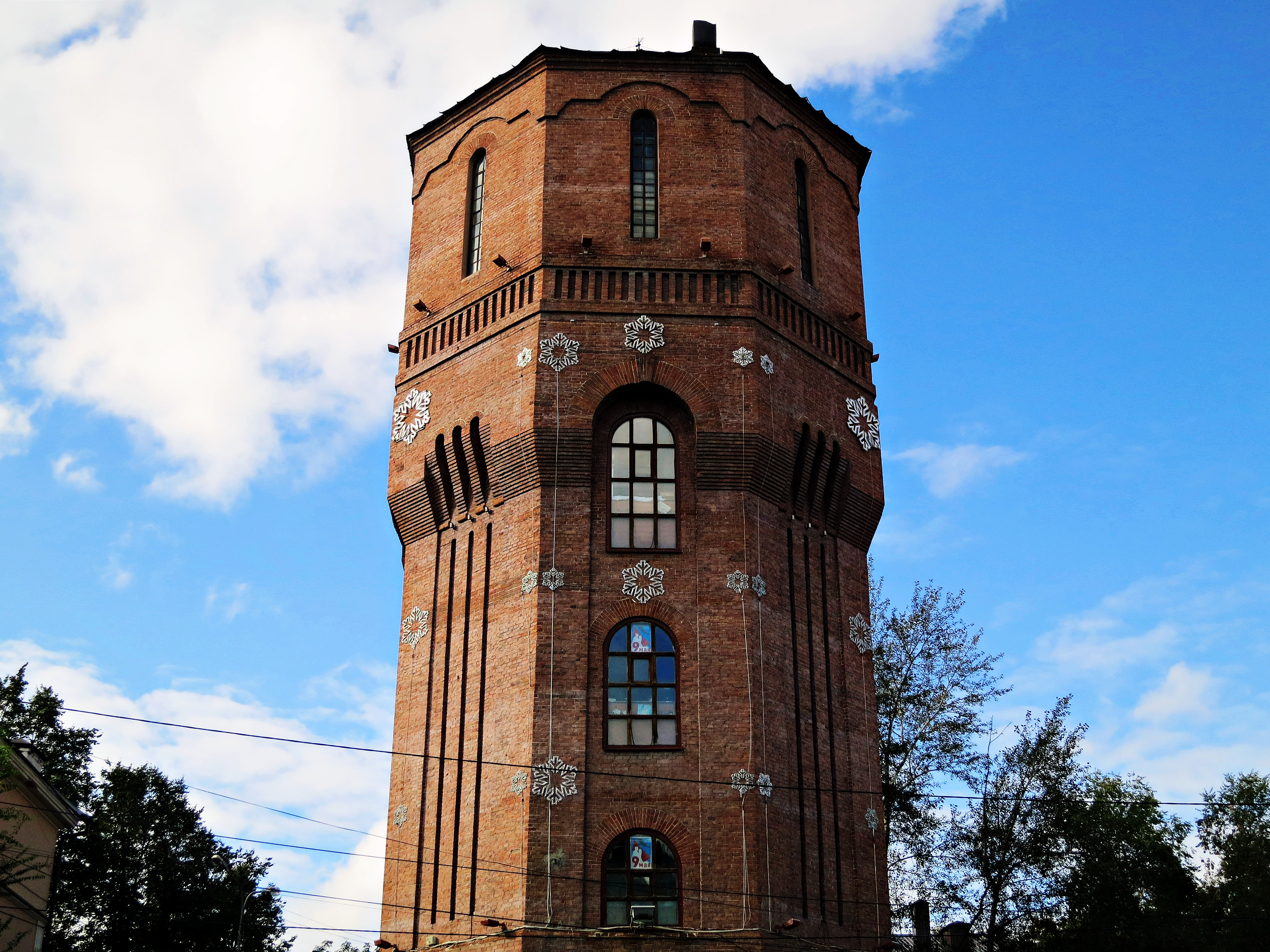
Башня водонапорная улица Орджоникидзе, 56, Тюмень

Построена в 1914 год. Является высотной доминантой исторического центра города, значимым элементом исторической функционально-планировочной структуры, композиционным акцентом в окружающей застройке, характерным образцом «краснокирпичной» промышленной архитектуры. В начале века башня была самым высоким «гражданским» сооружением в Тюмени, её высота — 25 метров. Жители ближних улиц ходили сюда по воду: её отпускали по копейке за ведро. Тут же, из длинного корыта поили лошадей — на них в Тюмени ездили до 1950-х гг. Водонапорная башня служила городскому водопроводу до 1957 года, когда в городе уже появились новые водопроводные сооружения. В 1966 году в башне был открыт детский клуб для трудных подростков «Дзержинец», который является действующем по сей день.

#### СИЗО№ 1
Все началось в 1783 году, когда императрица Екатерина Великая подписала указ о рабочих домах для преступников во всех губерниях России. В 1786 году на пустыре на окраине Тюмени был построен тюремный замок, а напротив него — пересыльная тюрьма, состоящая из бараков. Долгое время пространство между замком и бараками служило воротами в город. Здесь кончался «кандальный тракт», по которому из центральной России, гремя цепями, приходили в Тюмень осуждённые. Тюрьма была рассчитана на 550 арестантов, бараки вмещали ещё 300 человек. В 1856 году тут была построена каменная однопрестольная Богородицкая церковь на средства тюменского купца 1-й гильдии Решетникова. В XVIII веке — тюремный острог, в XIX -каторжная пересыльная тюрьма, в 1918—1922 годах — исправдом и, наконец, следственный изолятор — с 1937 года. Через Тюменскую пересыльную тюрьму прошли многие писатели.

### По нечётной стороне улицы расположены…

#### Дом Жернакова
На углу улиц Орджоникидзе и Осипенко (бывшая Томская) сохранился жилойдом № 1 купца Жернакова, построенный в самом начале XX века. 15 сентября 1919 г. в этом доме разместилась губЧК — губернская чрезвычайная комиссия. Здесь находились кабинеты первого (С. А. Комольцева) и второю за ним (П. И. Студитова) председателей губЧК. Комиссия располагалась здесь до 1923 года, когда Тюменская губерния была присоединена к Уральской области. В годы, когда губЧК здесь работала, в Тюменской губернии произошло крестьянское восстание против советской власти, так называемый «кулацко-эсеровский мятеж 1921года». На данный момент этот дом находится на реставрации.

#### Дом Михалёва
Конец 1910-х годов. Дом А. И. Михалёва выстроен на окраине Базарной площади. О хозяине дома известно немного. Челябинский мещанин, около 1909 года он перешёл в купеческое сословие и приписался к тюменскому купеческому обществу в качестве купца 1-й гильдии. Наш город Михалёву был уже хорошо знаком, так как в 1883 году он основал здесь торговое предприятие. В настоящее время это здания используется как административное.

#### Гимназия 21
Во времена Великой Отечественной войны находился эвакогоспиталь. Школа была построена методом «народной стройки» в 1936 году. Госпиталь № 2475 хирургического и терапевтического профиля был развёрнут в августе 1942 года. В 1946 году школа вернулась в своё здание и стала базовой при Тюменском пединституте.

#### Музейный комплекс им. И. Я. Словцова
История Музейного комплекса Тюменской области ведёт свой отсчёт с 1879 года, с момента открытия крупнейшим учёным, краеведом Иваном Яковлевичем Словцовым музея в Александровском училище. В основу собрания легла коллекция основателя. С самого начала музей формировался как многопрофильный (краеведческий и научный) и был одним из крупнейших в России. В конце XIX века его собрание сравнивали с наиболее значимыми европейскими музейными коллекциями. Среди региональных музеев статус крупнейшего он сохраняет и сегодня.

#### Тюменская областная научная библиотека им. Д. И. Менделеева
Там, где теперь поднимается «монументальное и внушительное» здание областной научной библиотеки, располагались учебный сад и огород педагогического училища, где учащиеся проходили практикум по биологии и сельскому хозяйству. Первый камень в фундамент областной научной библиотеки был торжественно заложен в день 90-летия со дня рождения В. И. Ленина— 22 апреля I960 г. Начали с энтузиазмом, но он быстро иссяк — на первое место ставилось то строительство жилья, то какого-нибудь промышленного гиганта. Строительство библиотеки превратилось в самый длинный долгострой современной Тюмени, и только по плану подготовки к 400-летию города библиотеку, наконец, достроили. По сему случаю в Тюмень приезжал министр культуры РСФСР Ю. С. Мелентьев.

## Транспорт
На улице Орджоникидзе расположена одна остановка: Областная научная библиотека. На данной остановке останавливаются такие автобусы как 26, 43, 156.

## Дома улицы Орджоникидзе

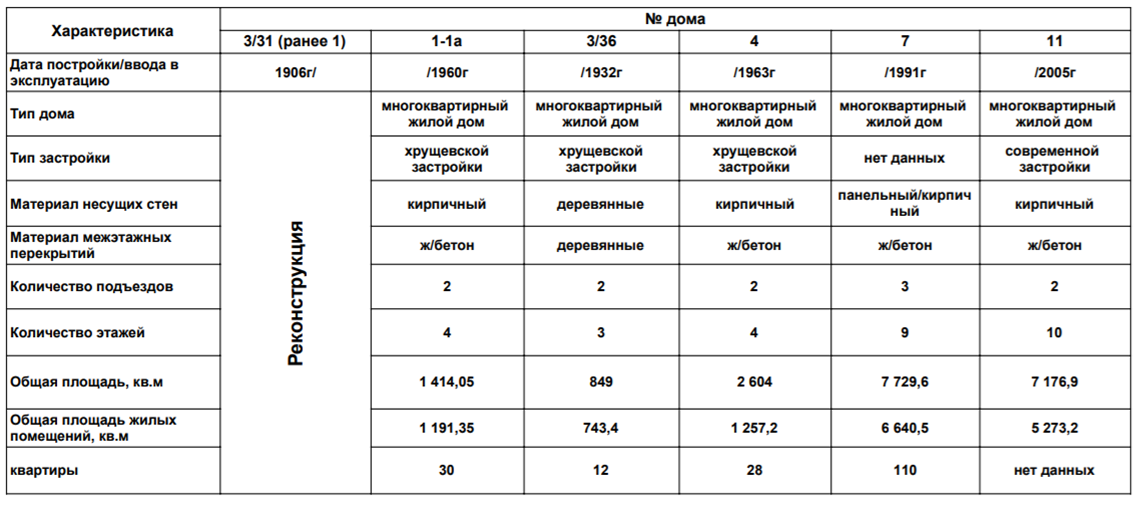
Дома Орджоникидзе. Часть 1

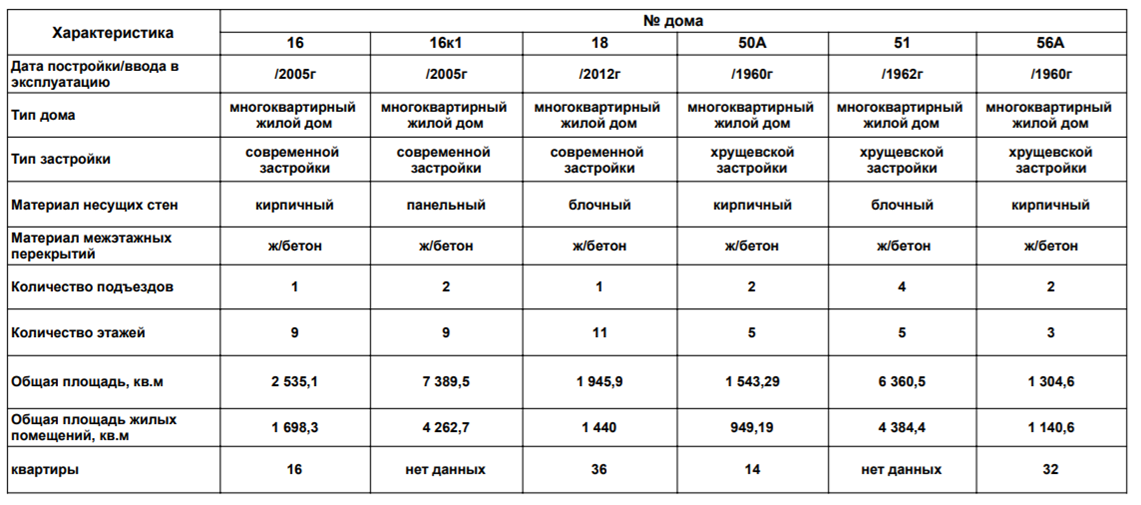
Дома Орджоникидзе. Часть 2

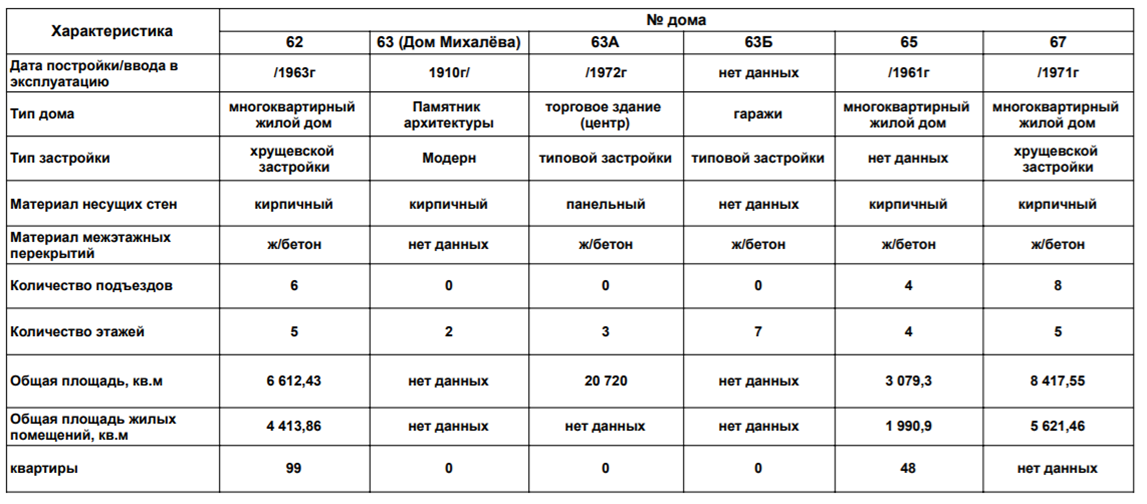
Дома Орджоникидзе. Часть 3

## Примечательные здания и сооружения

### По нечётной стороне улицы расположены…

#### Музей Россия — Моя история
Исторический парк «Россия — моя история» — «живой учебник» по истории России. Единственный в мире мультимедийный комплекс, представляющий всю историю нашей страны с древнейших времён до наших дней. Создатели парка сделали всё, чтобы российская история перешла из категории чёрно-белого учебника в яркое, увлекательное и объективное повествование, чтобы каждый посетитель почувствовал сопричастность к событиям более, чем тысячелетней истории своего Отечества. В историческом парке представлены все новейшие формы информационных носителей: сенсорные столы и экраны, вместительные кинотеатры, лайтбоксы, коллажи, проекторы и планшеты. Визуальные решения мультимедийных экспозиций.
Центр информационных технологий Тюменской области
Государственное учреждение Тюменской — подведомственное учреждение департамента информатизации Тюменской области. Директор — Усманов Артур Рифович.
«Центр информационных технологий Тюменской области» создан в соответствии с распоряжением правительства Тюменской области от 28.08.2008 № 1131-рп «О создании государственного бюджетного учреждения Тюменской области „Центр информационных технологий Тюменской области“. Свидетельство о государственной регистрации юридического лица выдано 24 сентября 2008 года.
Основные направления деятельности: Сопровождение государственных Интернет-ресурсов и информационных систем общего пользования; Сопровождение единой системы электронного документооборота и делопроизводства; Сопровождение системы межведомственного электронного взаимодействия (СМЭВ); Учёт (регистрация) государственных информационных систем и баз (банков) данных Тюменской области; Централизованное техническое обслуживание вычислительного оборудования, оргтехники и общесистемного программного обеспечения на рабочих местах пользователей; Централизованное администрирование локальных вычислительных сетей, государственной сети передачи данных на основе волоконно-оптических линий связи, технических средств защиты информации, а также администрирование единого резервированного шлюза доступа органов власти к сети Интернет.
Сопровождение системы видео-конференц-связи Правительства Тюменской области. Сопровождение Регионального сегмента Единой информационной системы в сфере здравоохранения. Обеспечение использования технологии глобальной навигационной спутниковой системы ГЛОНАСС».

#### Департамент Земельных Отношений и Градостроительства
Департамент Земельных Отношений и Градостроительства: Зарегистрирована по адресу 625002, Тюменская обл., г. Тюмень, ул. Орджоникидзе, д. 24. Основным видом деятельности компании является Деятельность органов местного самоуправления по управлению вопросами общего характера. Организация насчитывает 1 учреждённую компанию. Имеет 2 лицензии. Действует с 17.03.1994